# BBC Asian Network

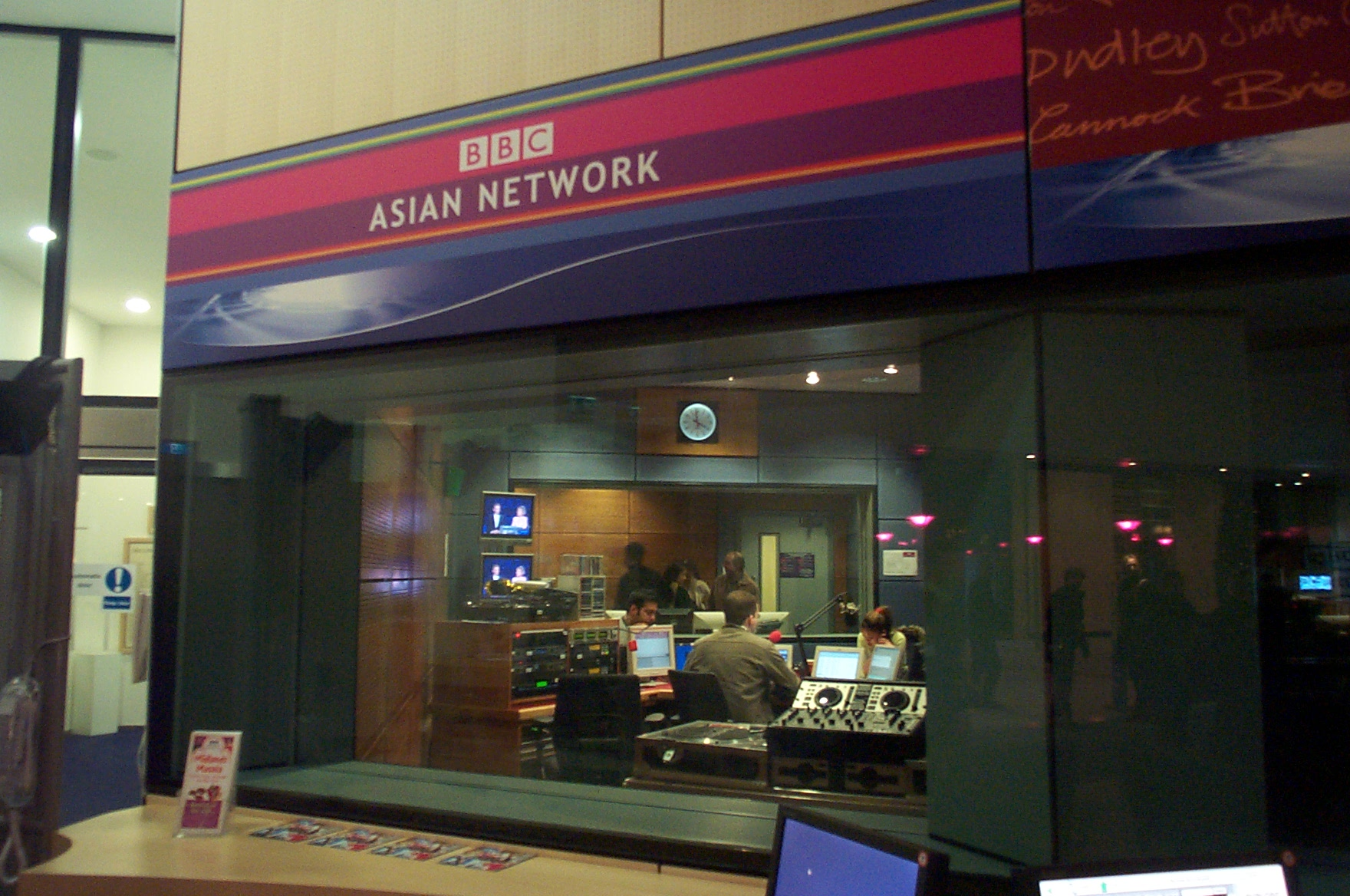
Studio The Mailbox, Birmingham

BBC Asian Network is een nationale radiozender in het Verenigd Koninkrijk en onderdeel van de British Broadcasting Corporation. De zender wordt gemaakt voor Britten van Aziatische afkomst met programma's gericht hun leven, cultuur en muziek, en andere onderwerpen vanuit een Brits-Aziatisch oogpunt.
Vanaf 1977 werd er op BBC Radio Leicester wekelijks een programma uitgezonden voor de Brits-Aziatische luisteraar. Vanaf 1988 heette dit voor het eerst The Asian Network. In 1996 werd The BBC Asian Network uitgebouwd tot een eigen zender op AM, en in 2002 werd de zender nationaal bereikbaar via Digital Audio Broadcasting, DVB-S en DVB-T. Daarnaast is het op de AM-radio te ontvangen in delen van de Engelse Midlands en soms in delen van Yorkshire, Lancashire, South East England en Hertfordshire. Tegenwoordig is BBC Asian Network ook te horen via internet en podcasts.